# Manabu Horii
Manabu Horii, född den 19 februari 1972 i Muroran, Japan, är en japansk skridskoåkare och politiker.
Han tog OS-brons på herrarnas 500 meter i samband med de olympiska skridskotävlingarna 1994 i Lillehammer.
Horii blev senare politiker och valdes år 2007 in i Hokkaidos prefekturförsamling för Liberaldemokratiska partiet (LDP). Vid valet till Japans representanthus 2012 ställde han upp i Hokkaidos nionde valkrets och vann. Han valdes om 2014 och 2017. Vid valet 2021 förlorade han sin valkrets men kom in på utjämningsmandat.